# Провіца-де-Сус (комуна)
Провіца-де-Сус (рум. Provița de Sus) — комуна у повіті Прахова в Румунії. До складу комуни входять такі села (дані про населення за 2002 рік):
- Ізвору (305 осіб)
- Валя-Брадулуй (156 осіб)
- Плаю (577 осіб)
- Провіца-де-Сус (1331 особа)

Комуна розташована на відстані 85 км на північний захід від Бухареста, 37 км на північний захід від Плоєшті, 57 км на південь від Брашова.

## Населення
За даними перепису населення 2002 року у комуні проживали 2369 осіб. Усі жителі комуни рідною мовою назвали румунську.
Національний склад населення комуни:
| Національність | Кількість осіб | Відсоток |
| -------------- | -------------- | -------- |
| румуни         | 2360           | 99,6%    |
| цигани         | 9              | 0,4%     |

Склад населення комуни за віросповіданням:
| Релігія       | Кількість осіб | Відсоток |
| ------------- | -------------- | -------- |
| православні   | 2347           | 99,1%    |
| адвентисти    | 17             | 0,7%     |
| бретрени      | 3              | 0,1%     |
| п'ятдесятники | 1              | < 0,1%   |
| баптисти      | 1              | < 0,1%   |